# 熱特賽
杰特塞是哈萨克斯坦的城鎮，由突厥斯坦州負責管轄，位於該國南部，距離奇姆肯特232公里，毗鄰與烏茲別克接壤的邊境，始建於1951年，2012年人口33,093。